# Онам
О́нам — крупнейший фестиваль в южноиндийском штате Керала. Несмотря на индуистскую основу праздника, он популярен сегодня среди всех сообществ Кералы — индусов, мусульман и христиан. Он проходит в течение первого месяца малаяльского календаря под названием чингом (август-сентябрь) и знаменует собой возвращение легендарного царя Махабали (или Мавели). Фестиваль длится десять дней и тесно связан со многими сторонами культуры и традиций Кералы. Онам является помимо всего прочего и праздником урожая в Керале.

## Происхождение

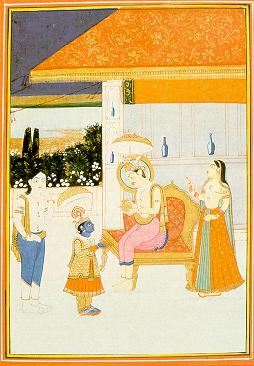
Вамана (карлик с голубым лицом) при дворе царя Бали

Согласно легендам золотые времена для Кералы наступили при царе Махабали, который был величайшим Ассуром. 
Вместе со своим войском демоно, он завоевал все три мира изгнав Девов с небес.
Каждый Ассур в царстве был счастлив и богат, и царь за это был уважаем своими подданными.
Так как Бали Махарадж был Ассуром и завоевал все три мира, то он нарушил равновесие установленное верховным Господом.
Девы обратились к Господу Вишну с просьбой восстановить равновесие. Тогда Господь Вишну явил себя в материальном мире в виде карлика Брамина - Ваманадев (один из 10 Аватаров Вишну) и пришел к Маха Бали Махарадж. Тот принял его со всеми почестями, как подобается принимать Браминов. После того, как Ваманадев закончил трапезу, Бали Махарадж спросил что он ещё желает, что он может подарить Ваманадеву. Господь Вишну ответил, что он может подарить ему то, на что ступят его три шага. 
Всё вокруг, стали отговаривать Бали Махараджа давать такое обеспечение, а гуру Ассуров Шукрачарья сообщил, что ему, что это не карлик Брамин, а сам Господь Вишну. Тогда Бали Махарадж ответил, что если сам Верховный Господь пришел к нему и дал возможность исполнить его желание, как же он может отказать ему?
Бали Махарадж согласился исполнить желание Ваманадева. Тогда Вишну стал расти и его первый шаг покрыл всю землю, а второй все небо и больше ничего не оставалось. Увидев это Бали Махарадж склонил колено перед Верховным Господом и сказал: в материальном мире ты уже обладаешь всем, так прошу тебя, поставь свою ногу на мою Голову. 
За такую преданность и почтение, Верховный Господь даровал Бали Махараджу Сутала Локу и сказал, что он будет жить и править там.
Так же Бали Махарадж получил в свое распоряжение кусок земли, который сейчас называется остров Бали. Господь Вишну пообещал, что все Асуры (демоны) слуги Бали Махараджа могут безпрепятсвено жить на этой земле и реализовывать себя согласно своей демонической природы.
Вместе с тем, за все свои благодеяния Махабали  так же получил право каждый год навещать свой народ в Штате Керала, который  к нему так привязан.
Именно такое ежегодное возвращение Махабали и празднуется как фестиваль Онам. Люди стараются провести дни праздника с как можно бо́льшим размахом и доказать своему царю, что они счастливы и желают ему благополучия.

## Празднование
Богатое культурное наследие Кералы находит своё полное выражение в течение этих десяти праздничных дней. В первый день зажигаются факелы, поднимаются флаги, затем уже проходит торжественное и красочное шествие, в котором кроме людей участвуют красиво наряженные слоны.
Одна из обязательных частей фестиваля Онам это обед под названием онам садья. Обычно на нём подаётся рис с нового урожая, а также набор как минимум из 4 блюд. В качестве десерта используется паясам, смесь молока, сахара и других ингредиентов. Для еды используют банановые листья, а люди сидят на циновках, расстеленных на полу.
Другой важной чертой фестиваля являются гонки на особых «змееподобных» лодках (Валламкали) на реке Памба. Это красочное зрелище проходит на пятый день праздника под пение и овации многочисленных зрителей. Также есть традиция проведения игр под суммарным названием Онакаликал.

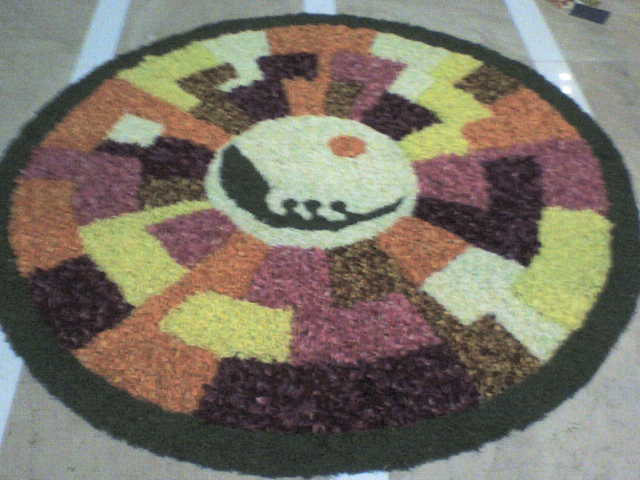
Онам пуккалам

Часто можно видеть земляные насыпи, похожие на пирамиды, которые обозначают собой Махабали и Ваману. Они помещаются во дворе перед домом и украшаются цветами. Также известны и онам пуккалам, ковры из собранных вместе цветов разнообразных оттенков, которые складываются согласно замыслу изготовителя. Основную часть работ по созданию онапуккалам выполняют дети, особенно девочки. Обычно такие ковры достигают 1.5 метров в диаметре. Также частью онапуккалам могут служить небольшие светильники. По завершении над такими коврами протягиваются красочные гирлянды.
Важнейшая часть фестиваля начинается в одних общностях в день под названием Тирувонам, в других — в предшествующий ему день Утхрадам. Именно в этот день по поверьям царь Махабали возвращается домой и встречается со своим народом. Дома прибираются и украшаются цветами, зажигаются светильники. В каждом доме готовится роскошный обед. Старейший человек в каждой семье дарит новые одежды (онаккоди) всем остальным её членам.
В индуистских храмах во время Онама зажигают множество светильников. Перед храмами водружают стволы пальм и окружают их деревянными оградами, укрывая при этом сухими пальмовыми листьями. Затем их поджигают при помощи факела и сжигают дотла, обозначая этим жертвоприношением сошествие Махабали в паталу.